# دعيج بن خليفة بن محمد آل خليفة
دعيج بن خليفة بن محمد بن عيسى آل خليفة (1938 في المحرق، البحرين - 1 أغسطس 2001 في لندن، المملكة المتحدة) سياسي بحريني.

## السيرة الذاتية
ولد في المحرق في عام 1938. درس في كلية بريتانيا الملكية البحرية بالمملكة المتحدة. عين مساعد مدير إدارة الجمارك والموانيء من 1961 إلى 1970 ومدير عام لإدارة الجمارك والموانيء من 1965 إلى 1970 ثم مساعد الوكيل المساعد للجمارك والموانيء بوزارة المالية والاقتصاد الوطني من 1970 إلى 1982 ثم الوكيل المساعد للجمارك والموانيء من 1982 إلى 1995. عين رئيس ديوان الخدمة المدنية بدرجة وزير 1995 إلى 1999 ثم وزيرا للكهرباء والماء من 1999 إلى 2001. تقلد منصب رئيس مجلس إدارة الشركة العربية لبناء إصلاح السفن (أسري) ونائب رئيس مجلس إدارة مجلس البحرين للتسويق.

## الوفاة
توفي إثر أزمة قلبية في لندن، المملكة المتحدة في 1 أغسطس 2001 عن عمر ناهز 63 سنة ودفن في مقبرة المحرق. 

## الأسرة
تزوج من عائشة آل خليفة. أنجب ابنان وثلاث بنات: 
- خليفة.
- سلمان.
- لميس.
- رانيا.
- هالة.